# 怪談佐賀屋敷
『怪談佐賀屋敷』（かいだんさがやしき）は、1953年（昭和28年）9月3日公開の日本映画である。化け猫ものの怪談映画。監督は荒井良平。主演は入江たか子。大映京都作品。モノクロ、スタンダード、モノラル。10巻、2662m、97分。
戦後初の大映の怪猫映画。鍋島騒動と呼ばれるお家騒動が題材。入江たか子が美女から化け猫に変わる二役に初挑戦した。

## スタッフ
- 企画：菅沼完二[1][2][3]
- 監督：荒井良平[1][2][3]
- 脚本：木下藤吉[1][2][3]
- 撮影：牧田行正[1][2][3]
- 録音：林土太郎[1][2][3]
- 照明：島崎一二[1][2][3]
- 美術：川村鬼世志[1][2][3]
- 編集：宮田味津三[1][2]
- 音楽：高橋半[1][2][3]

## キャスト
- 小森半左エ門：坂東好太郎[1][2][3]
- 鍋島丹後守：沢村国太郎[1][2][3]
- 磯早豊前：杉山昌三九[1][2][3]
- 龍造寺又一郎：南條新太郎[1][2][3]
- お豊：入江たか子[1][2][3]
- お冬：伏見和子[1][2][3]
- お露：若杉曜子[1][2][3]
- お浪：大美輝子[1][2][3]
- 類典阿闍梨：荒木忍[1][2][3]
- 岡部主人：葛木香一[1][2][3]
- 有田十左エ門：尾上栄五郎[1][2][3]
- 杉江：浪花千栄子[1][2][3]
- お政の方：毛利菊枝[1][2][3]
- 御典医卜庵：葉山富之輔[1][2][3]
- 石田喜兵衛：横山文彦[1][2]
- 松村内膳：玉置一恵[1][2]
- 横尾勘兵衛：藤川準[1][2]
- 近習山本：福井隆次[1][2]
- 近習蟹江：菊野昌代士[1][2]
- 同渡瀬：舩上爽[1][2]
- 同石田：大国八郎[1][2]
- 同眞鍋：清水浩[1][2]
- 足軽又助：長谷川茂[1][2]
- 同平造：大崎史郎[1][2]
- 小姓三好：松岡信江[1][2]
- 同竹内：戸村昌子[1][2]